# Kostadin Hazurov
Kostadin Petrov Hazurov (in bulgaro Костадин Петров Хазуров?; Goce Delčev, 5 agosto 1985) è un allenatore di calcio ed ex calciatore bulgaro, di ruolo attaccante.

## Carriera

### Club
Durante la sua carriera ha giocato con varie squadre di club, tra cui anche il CSKA Sofia.

### Nazionale
Conta una presenza con la nazionale bulgara.

## Palmarès

### Club

#### Competizioni nazionali
- Campionato bulgaro: 1

CSKA Sofia: 2004-2005
- Coppa di Bulgaria: 1

CSKA Sofia: 2015-2016